# 何大安 (1957年)
何大安（1957年12月—），安徽安庆人，享受国务院政府特殊津贴专家，浙江工商大学资深教授。

## 生平
1984年本科毕业于安徽师范大学，1988年研究生毕业于浙江大学。1988至2002年任教于浙江财经学院。2003年调入浙江工商大学，现任浙江工商大学人文社会科学资深教授，学术委员会副主任，浙江工商大学经济学部主任。

## 学术贡献
主要从事投资运行机理、产业组织、企业制度、理性行为及其决策等研究工作。发表学术论文100余篇，研究成果获浙江省哲学社会科学优秀成果一等奖4项、二等奖3项、三等奖3项。

## 著作
- 《投资运行机理分析引论》（2005年，上海三联书店）
- 《选择行为的理性与非理性融合》（2006年，上海三联书店）
- 《中国流通产业运行问题》（2008年，经济科学出版社）
- 《产业规制的主体行为及其效应》（2012年，上海三联书店）
- 《经济行为选择过程要义》（2014年，中国社会科学出版社）
- 《大数据时代经济学创新的理论探索》（2021年，中国社会科学出版社）